# Цитадель династії Хо
Цитаде́ль дина́стії Хо (в'єт. Thành nhà Hồ) — цитадель у В'єтнамі, знаходиться в провінції Тхань Хоа, за 150 км на південь від Ханоя. Була побудована в 1395 році для захисту від нападів китайської династії Мін. У липні 2011 року, споруда віднесена до Світової спадщини ЮНЕСКО.

## Галерея

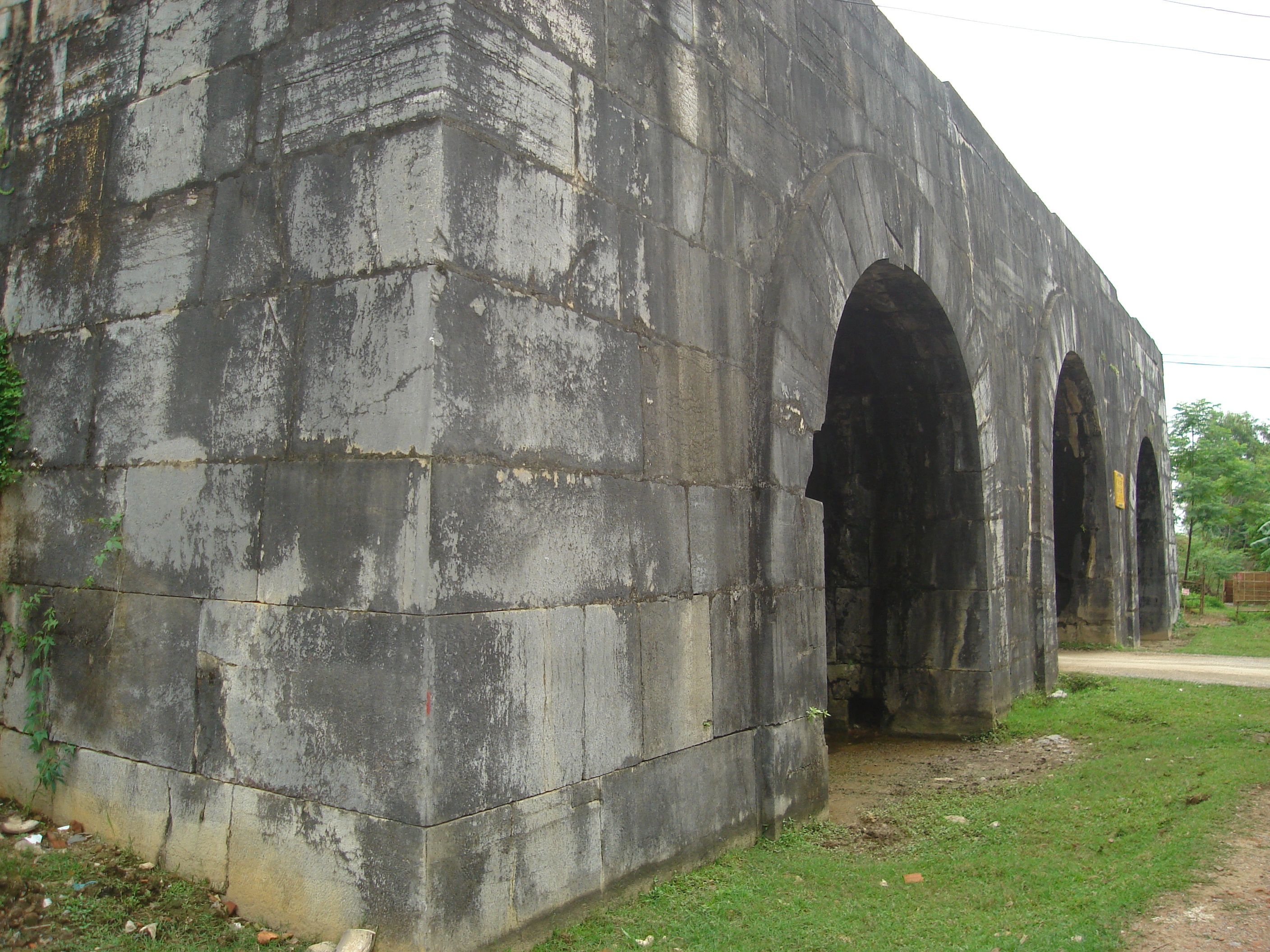
Південні ворота
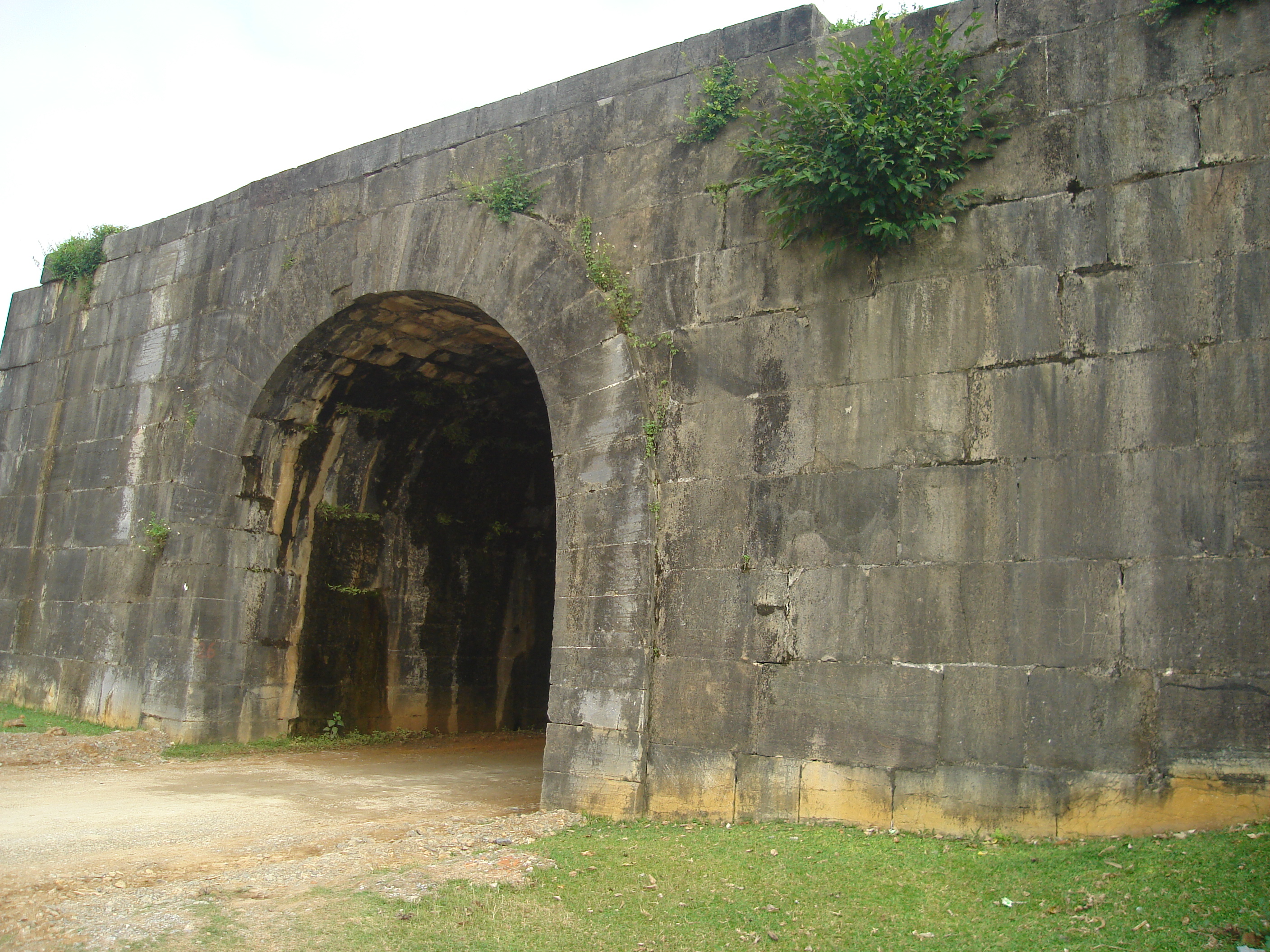
Північні ворота
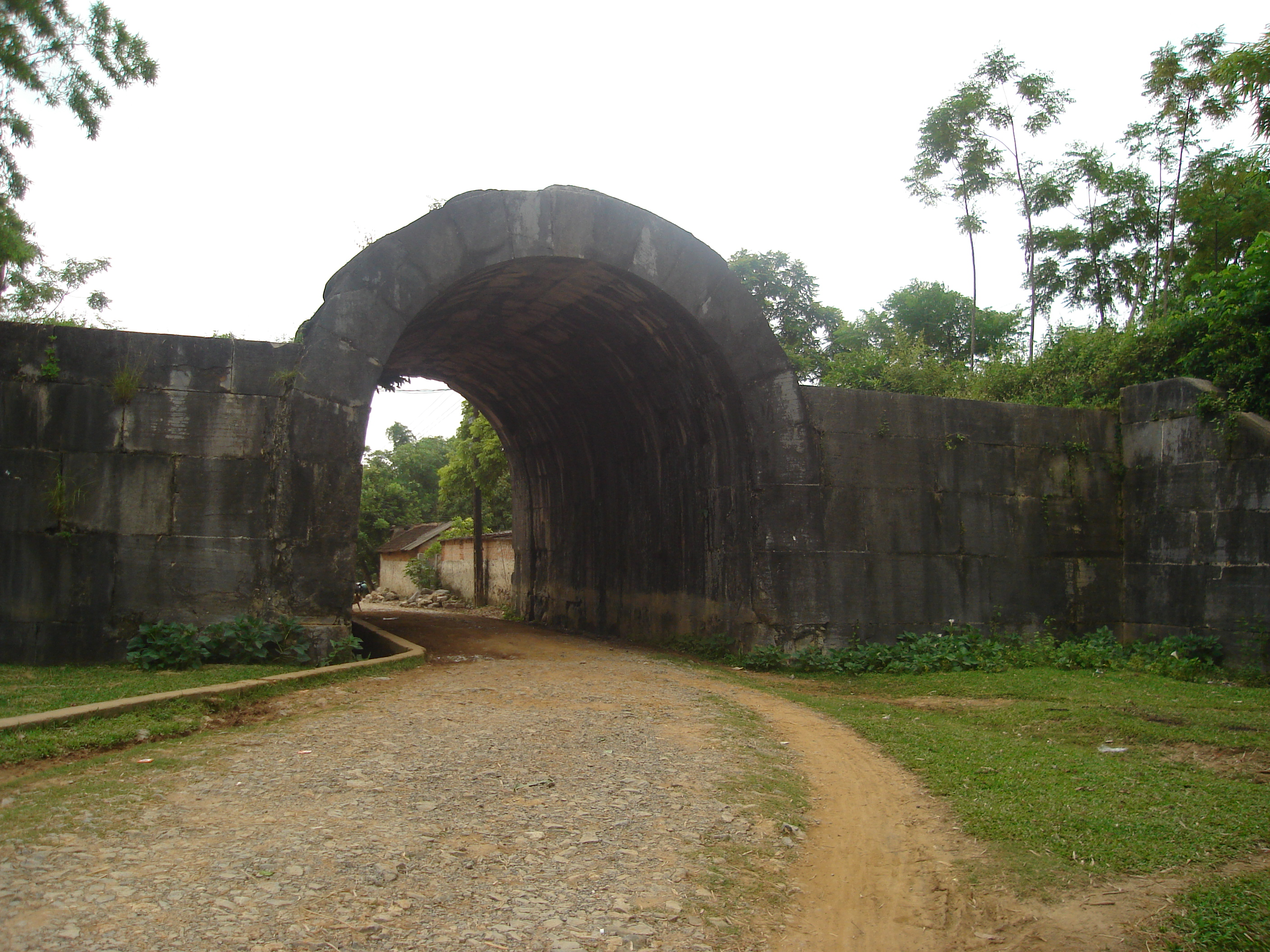
Східні ворота
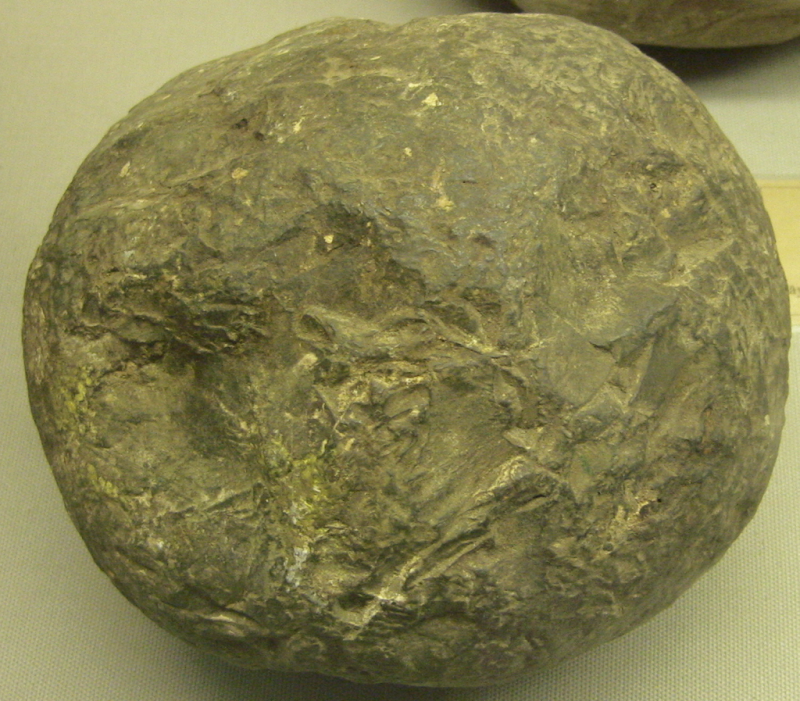
Кам'яне ядро гармати, знайдене у замку Тай Джо